# Grotthuß-Mechanismus

Veranschaulichung des Grotthuß-Mechanismus.

Der Grotthuß-Mechanismus, beschrieben von Theodor Grotthuß, hat zur Folge, dass Protonen (Wasserstoff-Ionen) und Hydroxid-Ionen in wässriger Lösung im elektrischen Feld vermeintlich schneller „wandern“ als andere Ionen. Somit besitzen sie eine größere Leitfähigkeit als andere Ionen.
Bei diesem Mechanismus handelt es sich um einen Kettenmechanismus: statt Protonen durch die Lösung zu transportieren, werden Bindungen und Wasserstoffbrückenbindungen gelöst und neu geknüpft. Dies ermöglicht, die Bindungen „umzuklappen“ und die Ladung sehr schnell weiterzugeben.
Tabelle zur Mobilität ausgewählter Kationen
| Kation | Mobilität in cm2/(V·s) |
| ------ | ---------------------- |
| H+     | 3,62·10−3              |
| NH4+   | 0,763·10−3             |
| K+     | 0,762·10−3             |
| Na+    | 0,519·10−3             |